# Pośredni Apostolski Przechód
Pośredni Apostolski Przechód (niem. Mittlerer Aposteldurchgang, słow. Prostredný apoštolský priechod, węg. Középső-Apostoli-átjáró) – szeroka przełączka w Grani Apostołów w polskich Tatrach Wysokich. Znajduje się w dolnej ostrodze północno-zachodniej grani Apostoła II. Z ostrogi tej wyrastają dwie grzędy z wieloma turniczkami. Obejmują one płytką, trawiastą depresję od dołu podciętą stromymi ścianami o wysokości około 40 m. Depresja ta jest najwyższą częścią Apostolskiego Żlebu.
Z Pośredniego Apostolskiego Przechodu pod północną ścianą Apostoła II skośnie w górę biegnie skalna półka, która stanowi najłatwiejsze przejście na Niżni Apostolski Przechód.
Grań Apostołów znajduje się w zamkniętym dla turystów i taterników obszarze ochrony ścisłej Tatrzańskiego Parku Narodowego i TANAP-u. Na zachodnich (polskich) zboczach Żabiej Grani taternictwo można uprawiać na południe od Białczańskiej Przełęczy
Autorem nazwy przełęczy jest Władysław Cywiński.